# Lynn Schneider
Lynn Schneider (* 12. Februar 1996 in Hamburg) ist eine ehemalige deutsche Handballspielerin.

## Karriere
Lynn Schneider spielte anfangs bei der HG Norderstedt. Im Jahre 2016 wechselte die Kreisläuferin zum Buxtehuder SV, bei dem sie anfangs in der B-Jugend spielte und zusätzlich für die A-Jugend auflief. Später lief sie für die 2. Mannschaft in der 3. Liga auf. In der Saison 2015/16 gehörte Schneider dem Bundesligakader des Buxtehuder SV an. Im Saisonverlauf erzielte sie 25 Treffer in 24 Partien. Um mehr Spielanteile zu erhalten, schloss sich Schneider 2016 dem Zweitligisten HL Buchholz 08-Rosengarten an, mit dem sie 2018 und 2019 die Zweitligameisterschaft gewann. Schneider kehrte im Sommer 2019 zum Buxtehuder SV zurück. Nach der Saison 2020/21 beendete sie aufgrund anhaltenden Knieproblemen ihre Karriere.
Schneider absolvierte 8 Länderspiele für die deutsche Juniorinnennationalmannschaft. Mit Deutschland belegte sie den vierten Platz bei der U-20-Weltmeisterschaft 2016. Weiterhin belegte sie den zweiten Platz bei der Europameisterschaft der Universitäten 2019.